# Canone (arte)
Il canone (in greco antico: κανών?, kanón, "regola") nell'età classica era impiegato per rispettare le proporzioni tra l'altezza e la lunghezza delle varie parti del corpo umano. Prima di riportarli sul muro i pittori eseguivano i loro disegni su fogli di papiro. Essi preparavano un grande schema reticolato, una vera e propria griglia formata da 19 file di quadrati orizzontali e 19 verticali. Gli Egizi ritenevano che rappresentando una figura secondo il canone il soggetto fosse aiutato a raggiungere la vita nell'aldilà. Gli Egizi quindi elaborarono un metodo rigoroso per rappresentare la figura umana. 

## Storia
Solo dopo la preistoria e l'arte mesopotamica cominciano a determinarsi dei criteri in ambito artistico.

### Arte egizia
In Egitto il canone artistico non era sempre una norma seguita e rispettata, soprattutto per quanto riguarda l'architettura. I criteri venivano man mano "aggiornati". Il canone egiziano solitamente era applicato più per fini pratici che per funzionalità estetiche. Il sistema di quadrettatura sui blocchi da scolpire permise di realizzare raffigurazioni identiche ma di dimensioni diverse.
Nella pittura gli egiziani erano più inflessibili, e gli affreschi (soliti delle costruzioni funerarie) erano riportati su due sole dimensioni, e non in tre. Le figure umane ottenevano così delle posizioni impossibili: spalle di fronte, la testa, le gambe e il bacino di profilo, i piedi identici e non sembrano avere dita; la faccia è di profilo tranne l'occhio che è invece frontale.
La figura umana veniva rappresentata all'interno di una griglia di 18 quadrati (la prima linea partiva dalla pianta dei piedi mentre l'ultima arrivava all'altezza dell'attaccatura dei capelli): essa è presente sin dal primo documento giunto fino a noi (la tavoletta di Narmer), tuttavia nel periodo tardo i quadrati aumentano a 22.

### Arte greca
Per quanto concerne il periodo arcaico dell'arte greca non è stato ancora possibile ricostruire i supposti canoni applicati alla statuaria dalle scuole artistiche greche sia per  la mancanza quasi assoluta di riscontri letterari, sia perché le ricerche basate sulla misurazione di originali non hanno potuto fornire un valido aiuto: le soluzioni fino ad oggi proposte si presentano radicalmente divergenti.
Tuttavia appare largamente accettata dalla maggior parte degli studiosi l'ipotesi che il secondo canone egizio fosse noto ed utilizzato da alcune botteghe greche per le proporzioni del tipo statuario del kouros e della kore.
La ponderazione è una delle regole del canone dell'arte greca. Consiste nel bilanciamento del peso del corpo (pondus) sugli arti inferiori; il chiasmo o quadratio è la corrispondenza fra gli arti superiori e inferiori, per esempio, al braccio destro in tensione corrisponde la gamba sinistra in tensione e viceversa.
Fu Policleto ad elaborare il più noto modello di proporzionamento delle immagini umane e scrisse a commento della sua statua modello un trattato.
Scelte analoghe stanno alla base della teoria del modulo nell'architettura greca.